# Rathaus Burghausen

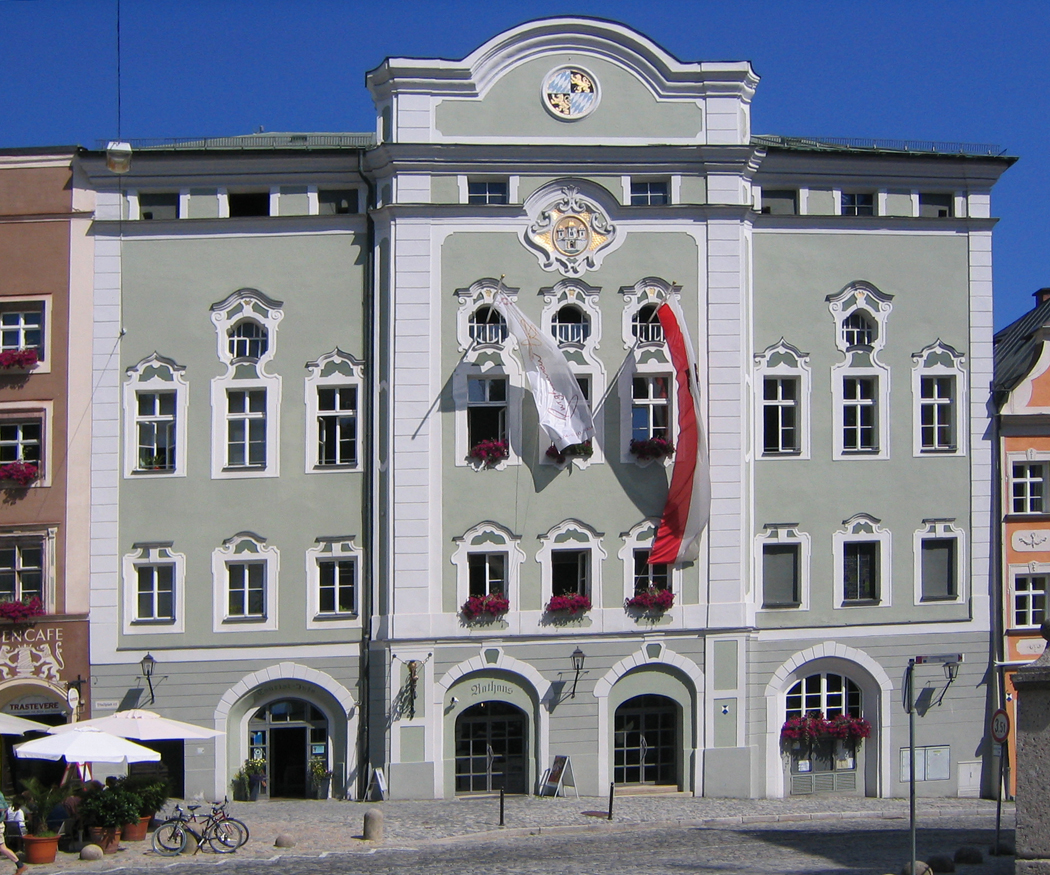
Rathaus in Burghausen

Das Rathaus in Burghausen, einer Stadt im Landkreis Altötting in Oberbayern, wurde im 18. Jahrhundert errichtet. Das Rathaus am Stadtplatz 112 ist ein geschütztes Baudenkmal.
Das Rathaus entstand aus der Zusammenlegung dreier ursprünglich voneinander getrennter Hausparzellen, im Südteil ist ein Geschlechterturm im Gemäuer enthalten. Die Westfassade wurde nach der Zusammenlegung einheitlich gestaltet. Der dreigeschossige Walmdachbau mit Mezzanin und Mittelrisalit besitzt einen geschweiften Barockgiebel. Der gotische Lichthof stammt im Kern aus dem 14./15. Jahrhundert, die Fassade aus dem 18. Jahrhundert. Das Gebäude wurde vom Adelsgeschlecht der Mautner (siehe auch Mautnerschloss) bewohnt, bevor es 1439 von der Stadt erworben wurde.
Der heutige Sitzungssaal des Stadtrats im ersten Obergeschoss war ursprünglich doppelt so hoch und reichte bis ins Erdgeschoss. Das gotische Gewölbe wurde 1919 vom Putz freigelegt.
Auf der Fassade ist das Burghauser Stadtwappen und darüber die bayrischen Wappensymbole Rauten und Löwen dargestellt.